# 소녀시대 (노래)
"소녀시대"는 대한민국의 가수 이승철이 1989년에 발표한 팝 록 장르의 노래로서, 그의 정규 앨범《이승철 1집 Part 2》에 수록된 곡이다. 송재준이 작곡, 이승호가 작사를 하였으며, 장고웅이 음반 프로듀싱을 하였다. 이후 소녀시대가 이 노래를 빌려가서 데뷔했다.

## 이승철 소녀시대(노래) 수록 음반목록
- 1989년 소녀시대		1집 Part2
- 1990년 소녀시대		이승철 Live (아무런 느낌도 받을 수 없어)
- 1992년 소녀시대		이승철 Hit Bank
- 1992년 소녀시대		91 Irony Live
- 1995년 소녀시대		Boohwal & Lee Seung Chul Joint Concert Part 2
- 1997년 소녀시대		이승철 vs 박광현 Vol.2 Best Of Best Panda Mix
- 1998년 소녀시대		5.5집 Deep Blue
- 2001년 소녀시대		King And King
- 2001년 소녀시대		6.5집 Confession
- 2003년 소녀시대		Best Of Best
- 2005년 소녀시대		Live Best
- 2008년 소녀시대		NO.1 (2008 Original Recording Remastered)
- 2010년 소녀시대		이승철 골든 발라드 & 스페셜 라이브 Best
- 2010년 소녀시대		이승철 25주년 기념 앨범
- 2011년 소녀시대 이승철 25주년 기념 공연실황 DVD & Live 오케스트 락
- 2012년 소녀시대		SBS K팝 스타 Top 8
- 2012년 소녀시대		슈퍼스타K4 원곡 뮤직섬 MR반주 2

 2005년과 2007년에 각각 록 가수 마야와 걸 그룹 소녀시대에 의해 리메이크되기도 하였다.

## 2005년 마야의 노래
대한민국의 여성 록 가수 마야는 2005년 7월 2일, 비정규 앨범 2.5집《소녀시대》를 발표하면서 리메이크 곡을 수록하였다. 표건수가 편곡하였으며, 원곡에 비해 메탈 장르의 요소를 강화시켰다.

## 2007년 소녀시대의 노래
대한민국의 걸 그룹 소녀시대는 2007년 11월 1일에 발표한 첫 번째 정규 앨범에 새롭게 리메이크한 곡을 수록하였고, 앨범 타이틀 곡으로 선정하여 장기간 공연 활동을 하였다. SM 엔터테인먼트의 작곡가 켄지(Kenzie)가 편곡을 담당하였으며, 댄스 팝 요소가 중점적으로 가미되었다. "소녀시대"란 그룹 이름은 이 노래에서 영감을 받기도 하였다. 당시 공연 활동을 할 때 원곡을 불렀던 가수 이승철과 종종 함께 무대에 서면서 주목을 받기도 하였다.

### 차트
| 연도 | 월 / 일 | 주관                | 순위 |
| ---- | ------- | ------------------- | ---- |
| 2007 | 12 / 20 | M.net M! 카운트다운 | 1    |
| 2007 | 12 / 06 | M.net M! 카운트다운 | 1    |
| 2007 | 12 / 02 | SBS 인기 가요       | 1    |
| 2007 | 11 / 25 | SBS 인기 가요       | 1    |

## 2009년 길학미의 노래
대한민국의 여성 가수 길학미는 Mnet《슈퍼스타K》에 출연해 이 노래를 불렀고, 후에 《슈퍼스타K》참가자 Top 10의 노래들을 모아 만든 앨범《Love》가 나오면서 그녀의 노래가 10번 트랙에 수록되었다.